# Brunneostoma
Brunneostoma is een geslacht van kreeftachtigen uit de klasse van de Ostracoda (mosselkreeftjes).

## Soorten
- Brunneostoma adenense (Schornikov, 1980) Schornikov, 1993
- Brunneostoma breve (Mueller, 1894) Schornikov, 1993
- Brunneostoma brunneatum (Schornikov, 1975) Schornikov, 1993
- Brunneostoma brunneum (Schornikov, 1974) Schornikov, 1993
- Brunneostoma cuneatum Schornikov & Keyser, 2004
- Brunneostoma hartmanni (Schornikov, 1980) Schornikov, 1993
- Brunneostoma imaginarium (Schornikov, 1980) Schornikov, 1993
- Brunneostoma incongruens (Mueller, 1894) Schornikov, 1993
- Brunneostoma littorale Schornikov & Keyser, 2004
- Brunneostoma phaeophycicola (Hartmann, 1974) Schornikov, 1993